# خلاد (فزوان)
خلاد هي إحدى مشيخات المملكة المغربية، تتبع جغرافيا لإقليم بركان وإداريًا لفزوان. يقدر عدد سكانها بـ 1752 نسمة حسب الإحصاء الرسمي للسكان والسكنى لسنة 2004.